# Pondras
Pondras is een plaats (freguesia) in de Portugese gemeente Montalegre en telt 193 inwoners (2001).